# Tenth Avenue North
Tenth Avenue North – amerykański zespół grający rocka chrześcijańskiego i współczesną muzykę chrześcijańską.

## Dyskografia

### Albumy
- Don't Look Back (2003)
- Speaking of Silence  (2005)
- God With Us EP  (2006)
- Over and Underneath  (2008)
- The Light Meets The Dark  (2010)
- Inside & In Between (Live) (2011)
- The Struggle (2012)
- Cathedrals (2014)
- Followers (2016)

### Single
- 2008: "Love Is Here"
- 2008: "By Your Side"
- 2009: "Hold My Heart"
- 2010: "Go Tell It On The Mountain"
- 2010: "Healing Begins"
- 2010: "Strong Enough to Save"
- 2010: "You Are More"
- 2010: "The Truth Is Who We Are"
- 2011: "Times"
- 2011: "Deck the Halls"
- 2012: "Losing"
- 2013: "Worn"
- 2013: "The Struggle"
- 2014: "No Man Is an Island"
- 2015: "Stars in the Night"
- 2016: "What You Want"
- 2017: "I Have This Hope"
- 2017: "Control (Somehow You Want Me)"